# Antoine Horner
Antoine Horner (Schœnenbourg, 20 juin 1827 - Zanguebar, 8 mai 1880) est un missionnaire et explorateur français.

## Biographie
Né en Alsace, il entre dans la congrégation du Saint-Esprit. Ordonné prêtre en 1854, il officie d'abord à La Réunion. Envoyé en Afrique orientale en 1863, il y est chargé d'évangéliser les populations tout en luttant contre l'esclavage. Il fonde alors des orphelinats, des missions et des hôpitaux à Zanzibar et à Bagamoyo.
Pénétrant dans l’intérieur, il effectue en 1866 un important périple à travers l'Oukami, l'Oukouéré et l'Ouzigoua (actuelle Tanzanie) avec le père Duparquet et fonde la mission de Mhonda dans les montagnes de Ngourou.

## Travaux
- Voyage à la côte orientale d'Afrique pendant l'année 1866, 1872
- De Bagamoyo à l'Oukami, Bulletin de la Société de Géographie, août 1873, p. 125